# Stephan A. König
Stephan A. König (* 1960 in Mainz) ist ein deutscher Neuropädiater und Hochschullehrer an der Medizinischen Fakultät der Ruprecht-Karls-Universität Heidelberg. Er war kommissarischer Direktor der Universitätskinderklinik Mannheim.

## Leben
König absolvierte sein Studium für Humanmedizin an der Universität Heidelberg. Nach vier Jahren als Assistenzarzt an den Universitäts-Kinderkliniken Heidelberg und FU Berlin forschte er am I. Physiologischen Institut der Universität Heidelberg über die zentrale Regulation des autonomen Nervensystems. An der Universitäts-Kinderklinik Mannheim leitete er bis 2007 die Neuropädiatrie. Sein besonderes Interesse galt der Epileptologie, unter anderem den Nebenwirkungen der Antiepileptika. In den 1990er-Jahren etablierte er die Theorie der zentrale Chemorezeptoren über den intrazellulärern pH respiratorischer Neurone.
Im Rahmen seiner Forschungstätigkeit baute er eine internetbasierte Datenbank für Epilepsie auf und ein neurophysiologisches Labor für klinische autonome Forschung an der Universitätskinderklinik Mannheim. 1999 gründete König mit anderen den Verein Neurologisch erkrankte Kinder Mannheim e. V. um Versorgungsengpässe für behinderte Kinder und Jugendliche zu überbrücken. Seit 2007 ist er einer von wenigen ausschließlich neuropädiatrisch tätigen Ärzten in Deutschland mit seiner Praxis in Ludwigshafen am Rhein. Seit 2019 ist eine Zweigpraxis in Schriesheim etabliert.
Seit 2011 ist König mit Nayla Samina Shazi-König verheiratet. Das Paar hat zwei Söhne.

## Leistungen
König ist aktiv in zahlreichen Gremien, hat bislang mehr als 130 wissenschaftliche Publikationen auf dem Gebiet der Neuropädiatrie und klinischen Physiologie erarbeitet. Schwerpunkt seiner wissenschaftlichen Forschung war neben der Valproinsäure auch das Autonome Nervensystem. Für das Kindes- und Jugendalter erarbeitete er erstmals Normwerte für Pupillometrie und Herzfrequenzvariabilität.

## Werke
- mit Julia Knolle, Steffen Friedewald, Wolfgang Koelfen, Elke Longin, Tamara Lenz und Dieter Hannak: Effects of Valproic Acid, Carbamazepine, and Phenobarbitone on the Fatty Acid Composition of Erythrocyte Membranes in Children. In: Epilepsia. 44, 2003, S. 708–711. doi:10.1046/j.1528-1157.2003.09802
- mit E. Longin, N. Shazi, C. Dimitriadis, T. Gerstner und T. Lenz: Assessement of the autonomic nervous system function in infants: the pupillary light reflex: normative data and physiological observations.
- mit P. Dobson und J. Taylor: Internationale Datenbank für Patienten mit Epilepsie. In: Aktuelle Neuropädiatrie. Novartis Pharma Verlag, Nürnberg 2001, S. 470–473.